# Kailashpur
Kailashpur es una ciudad censal situada en el distrito de Saharanpur en el estado de Uttar Pradesh (India). Su población es de 11422 habitantes (2011). Se encuentra a 150 km de Nueva Delhi.

## Demografía
Según el censo de 2011 la población de Kailashpur era de 11422 habitantes, de los cuales 5995 eran hombres y 5427 eran mujeres. Kailashpur tiene una tasa media de alfabetización del 67,96%, superior a la media estatal del 67,68%: la alfabetización masculina es del 74,04%, y la alfabetización femenina del 61,24%.